# Baker Street (metrostation)
Baker Street is een station van de metro van Londen dat op 10 januari 1863 werd geopend als onderdeel van de eerste metrolijn ter wereld.

## Geschiedenis

### Metropolitan Railway
In de eerste helft van de 19e eeuw verdubbelde de Londense bevolking tot 2 miljoen en ook de bebouwing besloeg een steeds groter oppervlak. De stations van de spoorwegmaatschappijen werden in het noorden en westen van de stad gebouwd. Verkeersopstoppingen en de afstand tussen de stations en de binnenstad leidden tot meerdere plannen om de spoorlijnen tot het centrum door te trekken. In 1852 kwam stadsjurist Charles Pearson met een voorstel voor een spoorlijn tussen Farringdon en King's Cross. Hoewel het stadsbestuur het plan steunde verliep de uitvoering moeizaam omdat de spoorwegmaatschappijen niet geïnteresseerd waren. Vervolgens werd de Bayswater, Paddington and Holborn Bridge Railway Company opgericht om Paddington van de Great Western Railway (GWR) te verbinden met de door Pearson voorgestelde lijn. In november 1852 werden de voorstellen bij het parlement ingediend en in januari 1853 kwam de directie voor het eerst bijeen, hierbij werd John Fowler benoemd als ingenieur. Als uitwerking van de plannen volgden meerdere wetsvoorstellen voor de verbinding tussen Farringdon en Paddington. De bedrijfsnaam werd gewijzigd in Metropolitan Railway en op 7 augustus 1854 werd het project goedgekeurd.
In maart 1860 begon de aanleg met de openbouwputmethode. Ondanks verschillende ongelukken tijdens de bouw werd het werk eind 1862 opgeleverd voor een bedrag van £ 1,3 miljoen. Op zaterdag 10 januari 1863 begon de reizigersdienst op de lijn en konden de reizigers bij Baker Street de metro nemen. De sporen hadden drie spoorstaven zodat naast de normaalspoor metro ook breedspoormaterieel, vooral goederenvervoer, van de GWR de lijn kon gebruiken. In 1864 volgde de verlenging met de Hammersmith & City Railway, in 1865 werd de lijn aan de oostkant verlengd tot Moorgate. Op 13 april 1868 opende de Metropolitan & St John's Wood Railway (M & SJWR) een enkelsporige spoorlijn in een tunnel tussen Swiss Cottage en Baker Street East, de bovengrondse perrons van station Baker Street. Deze lijn werd met verbindingssporen gekoppeld aan de Metropolitan Railway die ook iedere 20 minuten een metro liet rijden, na 1869 waren er echter geen doorgaande diensten meer. In 1879 werd de M & SJWR verlengd tot Willesden Green in plaats van de geplande route naar Hampstead. Op 2 augustus 1880 bereikte de lijn Harrow-on-the-Hill en in 1882 werd alsnog dubbelspoor gelegd in de tunnel tussen Baker Street en Swiss Cottage toen de lijn werd geïntegreerd in de Metropolitan Railway. Zodoende was de Metropolitan Railway gegroeid tot een net met drie takken in het westen en een naar het centrum met Baker Street als middelpunt.

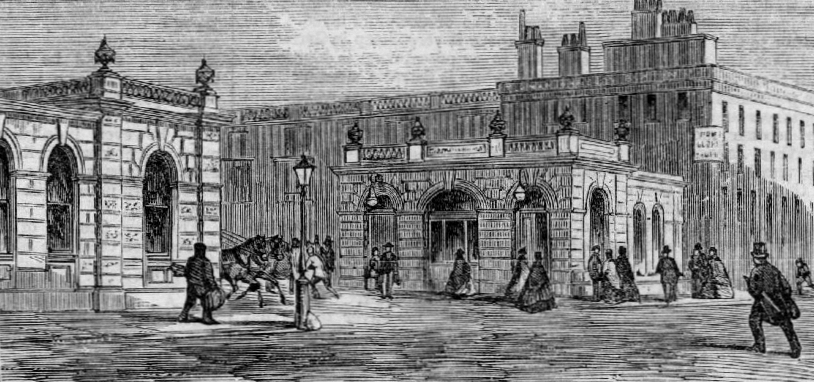
De toegangsgebouwen in 1862
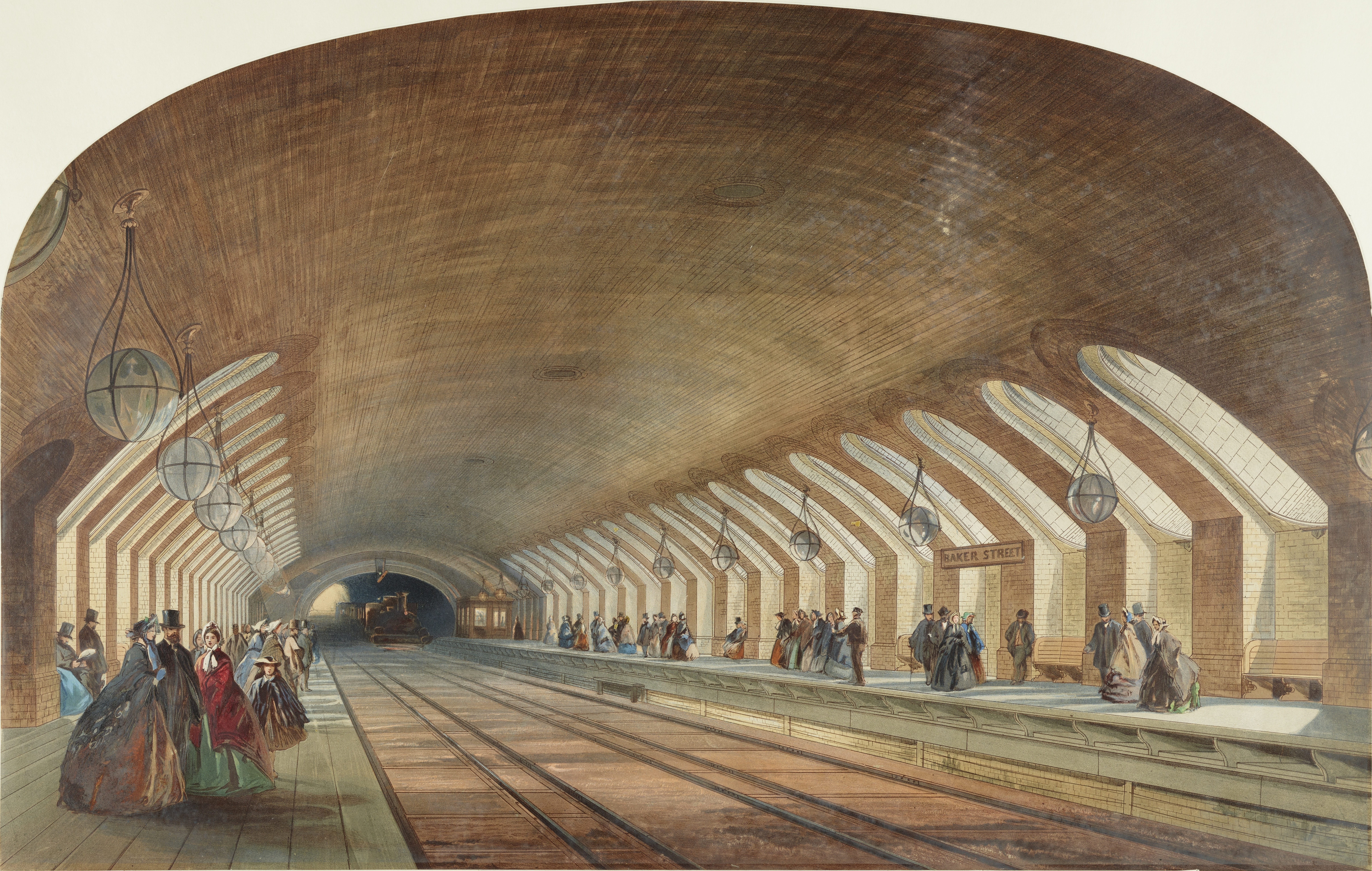
Ondergronds in 1863
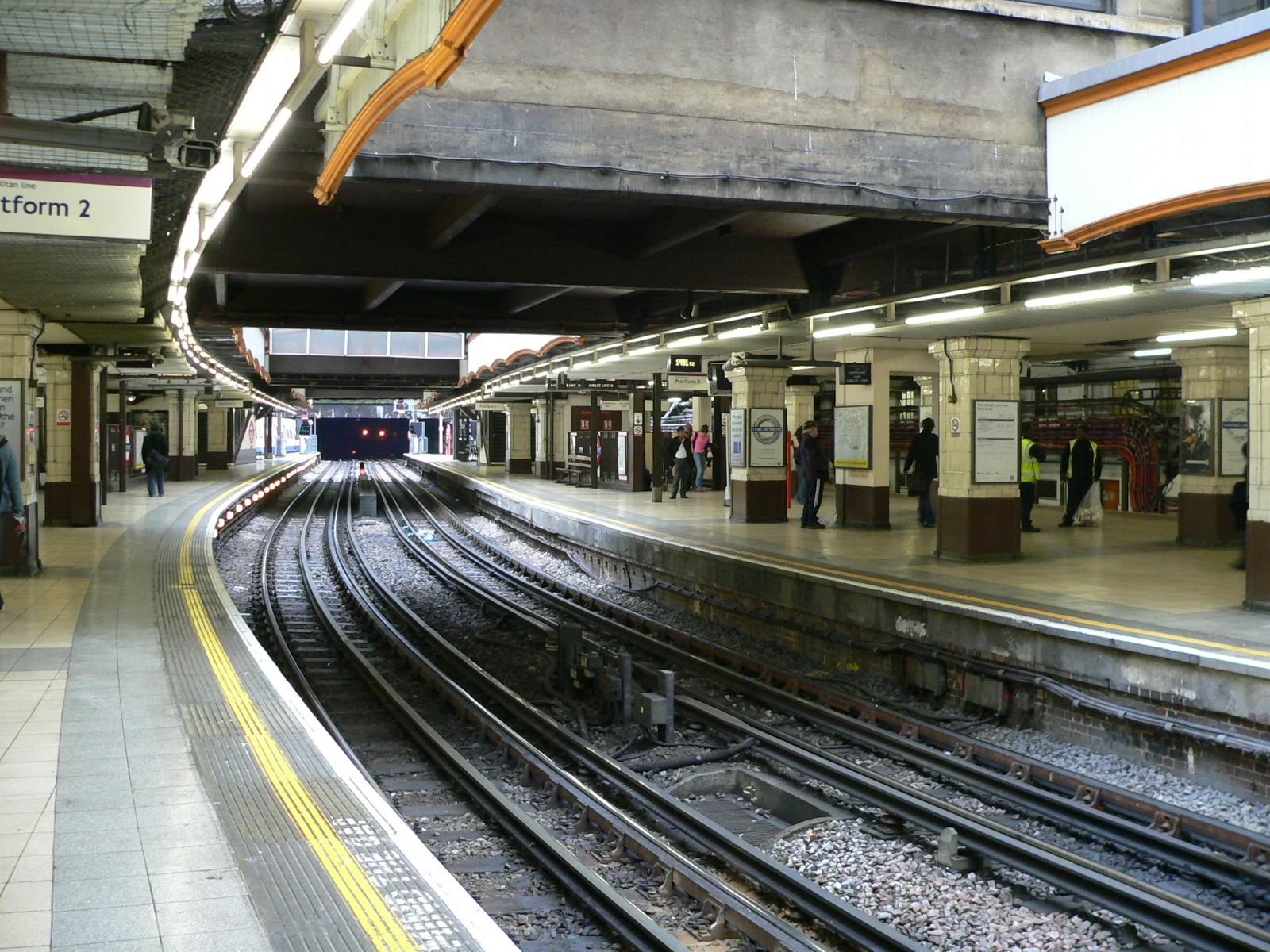
De bovengrondse perrons gezien uit het zuiden

### Tube
In november 1891 diende de Baker Street en Waterloo Railway (BS&WR) een plan in voor een ondergrondse noord-zuid lijn onder het West End tussen Baker Street en Waterloo dat op 28 maart 1893 werd goedgekeurd. Deze lijn werd ontworpen als geboorde diepgelegen tunnel (Tube). Onder leiding van Sir Benjamin Baker, WR Galbraith en RF Church begon Perry & Company of Tregedar Works uit Bow, in augustus 1898 met de bouw. In 1900 volgde toestemming om de lijn aan beide zijden te verlengen, Marylebone in het noorden en Kennington Road in het zuiden. De aanleg stokte in 1901 toen de moedermaatschappij van BS&WR de bekostiging niet meer rond kreeg. In 1902 kocht de Underground Electric Railways Company of London Limited (UERL) de lijn in aanbouw en hervatte de bouw. De proefritten begonnen in 1905 en op 10 maart 1906 volgde de officiële opening van de BS&WR door Sir Edwin Cornwall met Baker Street als noordelijk eindpunt. Op 27 maart 1907 volgde de verlenging tot Marylebone. Bovengronds had de B&WSR een eigen stationsgebouw aan Baker Street dat was ontworpen door Leslie Green. Vanuit dit gebouw konden de reizigers met liften de perrons bereiken totdat in 1914 een hal onder de sporen van de noordtak van de Metropolitan Railway gereed kwam. Vanuit deze hal kunnen de perrons met roltrappen bereikt worden en is het tevens mogelijk de perrons van de Metropolitan Railway te bereiken zodat overstappen mogelijk werd.
In 1933 werd het openbaar vervoer in Londen genationaliseerd in de London Passenger Transport Board (LPTB). Hierdoor kwamen alle metrobedrijven in een hand en LPTB sprak voortaan over Line, zodat de Metropolitan Railway Metropolitan Line werd en de BS & WR Bakerloo Line. De ontwikkeling van metroland, de woonwijken in het noordwesten van de stad, in de jaren 20 en 30 van de twintigste eeuw betekende dat de noordtak van de Metropolitan Line steeds verder belast werd en de overgang van het viersporige bovengrondse deel op het dubbelsporige ondergrondse deel bij Finchley Road een groeiend probleem vormde. Om deze flessenhals op te lossen besloot LPTB om een aftakking van de Bakerloo Line tussen Baker Street en Finchley Road te bouwen. De bouw begon in april 1936 in het kader van het New Works Programm. Op 20 november 1939 werden de binnenste sporen van het bovengrondse traject gekoppeld aan de nieuwe tunnel en werden de diensten naar Stanmore overgenomen door de Bakerloo Line via de nieuwe tunnels ten noorden van Baker Street. In station Baker Street kwam een extra perron voor de metro's naar het zuiden en werd een nieuwe stationshal met roltrapgroep aan de westkant toegevoegd.
Nadat de Victoria Line in de jaren zestig van de twintigste eeuw was opgeleverd, werd in 1971 goedkeuring gegeven voor de Fleet Line die zou bestaan uit de Stanmore tak en een nieuwe tunnel vanaf Baker Street langs Bond Street, Trafalgar Square, Strand, Fleet Street, Ludgate Circus en Cannon Street naar Thamesmead in het zuidoosten van Londen. Het ontkoppelen van de Stanmore tak van de Bakerloo Line was, net als in 1936, ingegeven door overbelasting van de lijn. Het eerste deel zou in 1977 worden geopend hetgeen samenviel met het ambtsjubileum van koningin Elizabeth wat aanleiding was om de lijn Jubilee Line te noemen. Ten behoeve van deze lijn werd een extra perrontunnel bij Baker Street gebouwd zodat de Jubilee Line diensten naar het noorden onafhankelijk van de Bakerloo Line kunnen worden gereden. Het eerste deel van de Jubilee Line werd geopend op 1 mei 1979, het traject ten oosten van Green Park werd in 1992 geheel herzien en kwam toen op de zuidelijke Theemsoever in plaats van onder Fleet Street.

### Circle Line en Hammersmith & City Line
De Circle Line en Hammersmith & City Line werden aanvankelijk als onderdeel van de Metropolitan Line gepresenteerd op de kaarten. De Hammersmith & City Railway reed sinds 1865 tussen Hammersmith en Moorgate deels via het initiële metrotraject. Vanaf 1875 volgden verlengingen naar het oosten en in 1936 werd, met gebruikmaking van de sporen van de District Line, Barking bereikt. Het duurde echter tot 1990 voordat de Hammersmith & City Line als afzonderlijke lijn op de kaart gezet werd, de verbinding tussen Aldgate en “Metroland” via Baker Street wordt sindsdien als Metropolitan Line weergegeven. De Circle Line werd al gevormd in 1884 toen de verbindingsboog tussen de Metropolitan District Railway en de Metropolitan Railway bij Tower Hill gesloten werd. De ringlijn werd door beide maatschappijen uitgebaat waarbij de ene met de klok mee en de andere tegen de klok in reed. Het deel van de Metropolitan Railway liep aan de westkant tussen Gloucester Road en Pread Street waar aangetakt werd op het initiële metrotraject, aan de oostkant was de verbindingsboog bij Tower Hill gezamenlijk eigendom van beide maatschappijen. De Circle Line werd pas in 1949 geformaliseerd toen het als zelfstandige lijn met lijnkleur geel op de kaart verscheen.

### Incidenten
- Op 18 juni 1925 kwam elektrische locomotief nr. 4 in botsing met een reizigersmetro toen een sein van groen op rood sprong net toen de locomotief er voorbij reed. Zes mensen raakten gewond.
- Op 23 augustus 1973 werd een bom gevonden in een draagtas bij de kaartverkoop. De bom werd onschadelijk gemaakt door de explosievenopruimingsdienst.
- Op 30 augustus 1973 vond een personeelslid nog een bom op de loopbrug. Ook deze werd onschadelijk gemaakt zonder dat er geonden vielen.

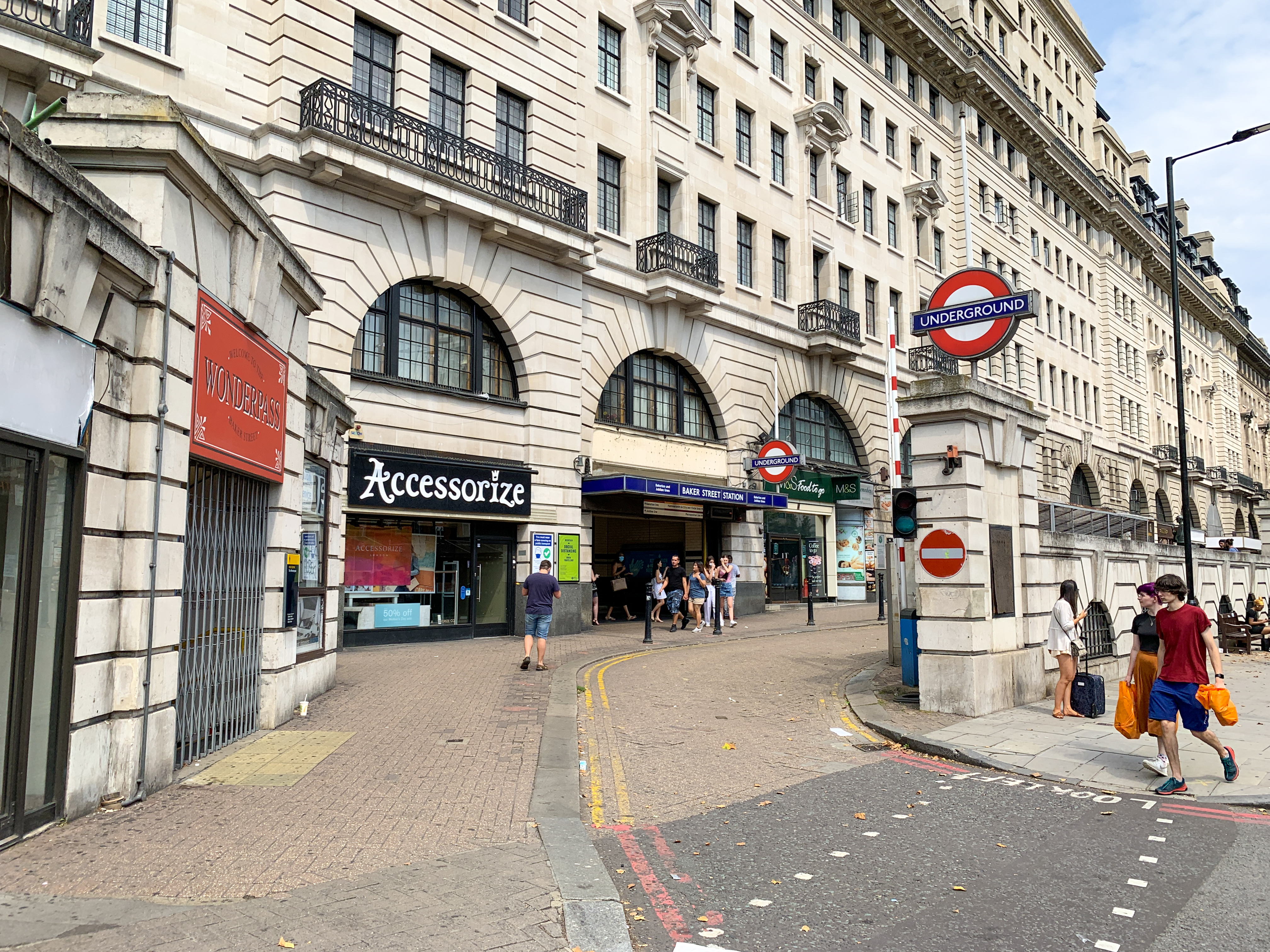
Het station in 2020
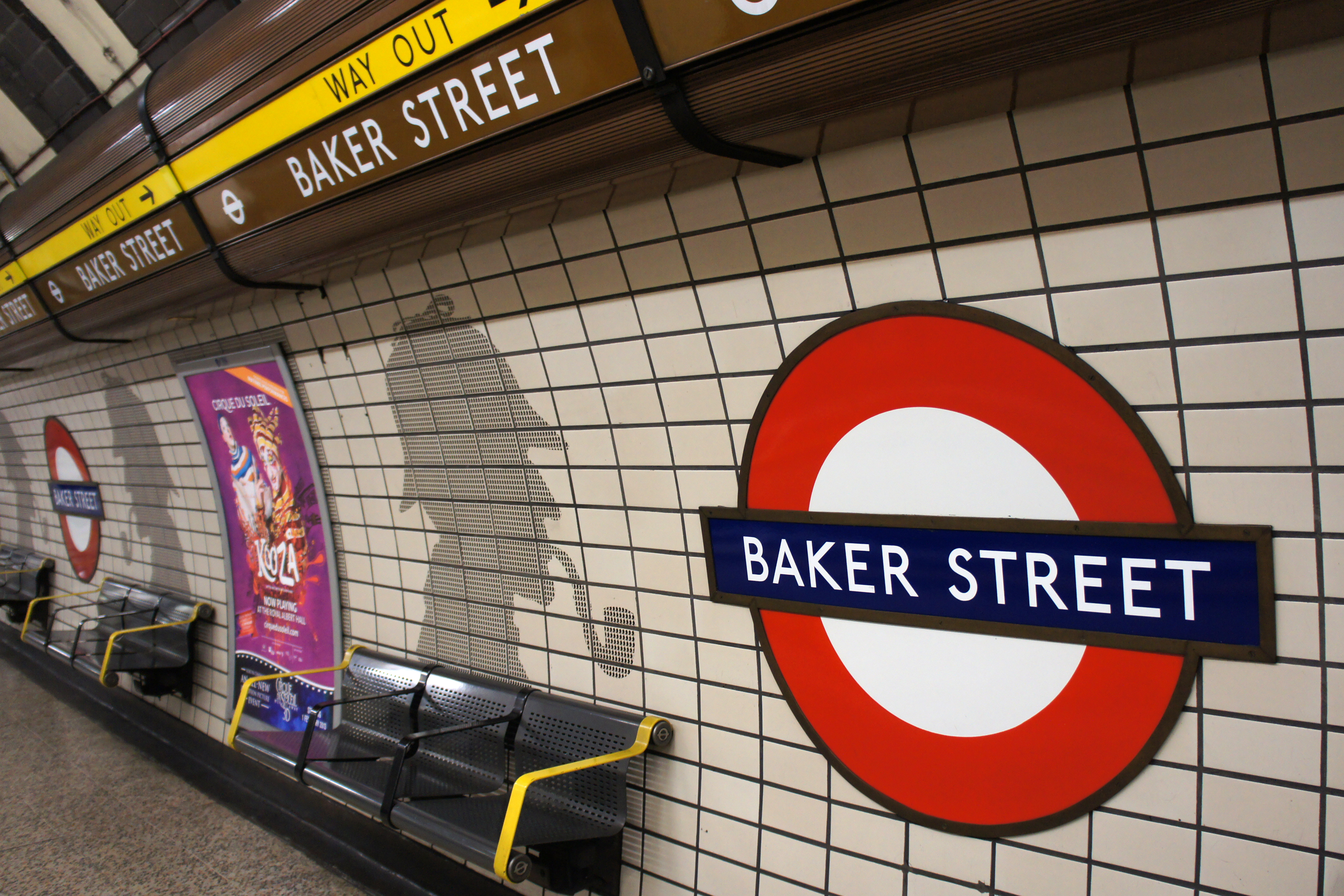
Sherlock Holmes langs een perron van de Bakerloo Line
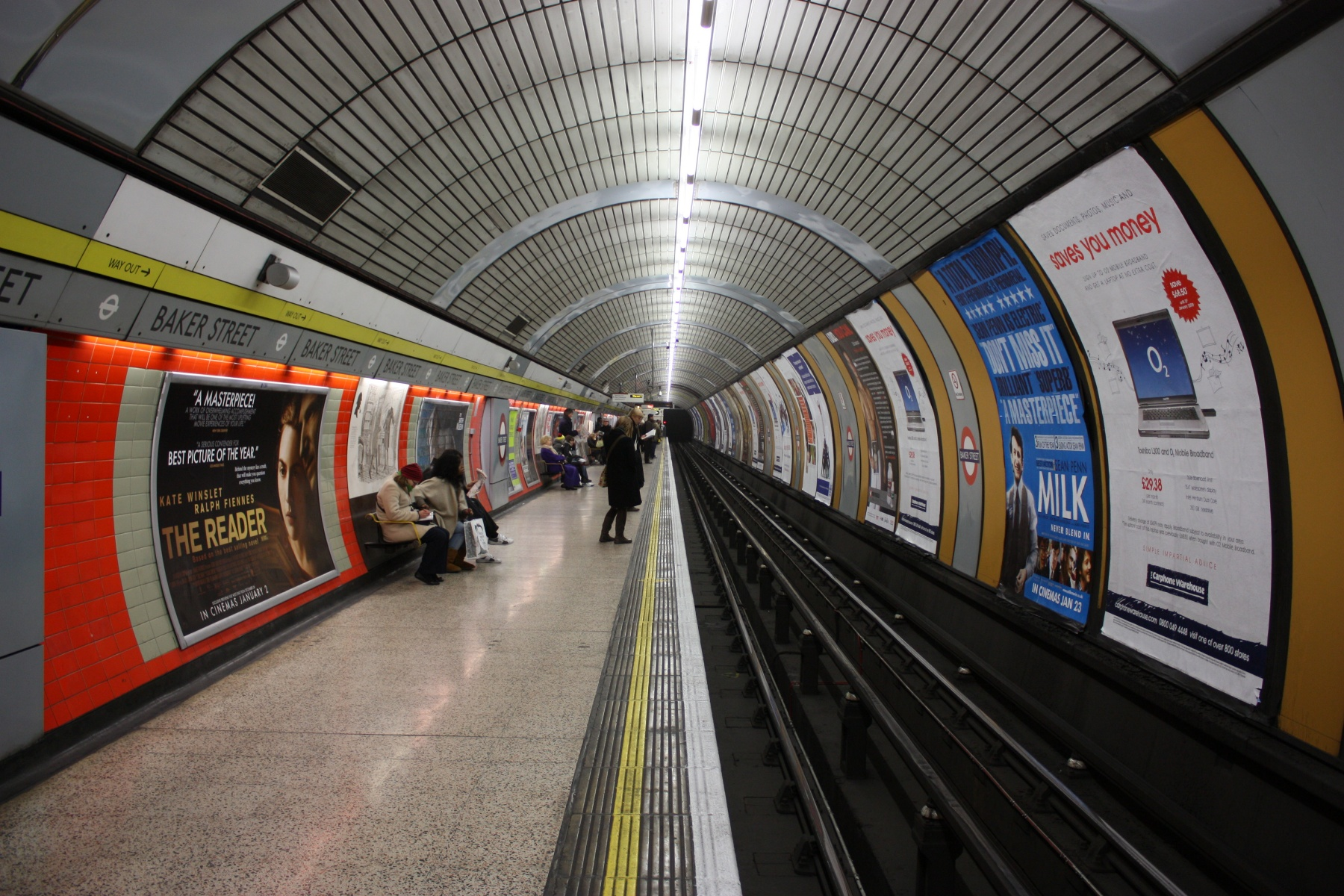
Spoor 10 in 2009

## Ligging en inrichting
Baker Street is een combinatie van drie verschillende stations die aanvankelijk allemaal een eigen stationsgebouw hadden, de grote aanpassingen vonden plaats in 1891-1893 en 1910-12. In 1913 kwam het Chiltern Court Restaurant boven op het station van Leslie Green gereed. Anno 2021 wordt dit restaurant door Wetherspoons uitgebaat als Metropolitan Bar. Met in totaal tien perrons heeft Baker Street de meeste perrons van alle stations van het netwerk. Het station heeft ingangen aan Baker Street, Chiltern Street (alleen kaarthouders) en Marylebone Road. Bij een van de ingangen staat een standbeeld van de detective Sherlock Holmes, die volgens de verhalen van zijn schepper Sir Arthur Conan Doyle op het adres Baker Street 221B woonde. Tijdens de manifestatie Transported by Design om onder de aandacht te brengen hoe architectuur en vormgeving het vervoerssysteem in Londen hebben beïnvloed werd een stemming gehouden voor de beste ontwerpen. De uitslag werd na twee maanden openbare stemming op 15 oktober 2015 bekendgemaakt. De oorspronkelijke perrons van Baker Street eindigden in de top 10.

### Bouwdeel 1
Het oudste deel van het station ligt op 6 meter diepte onder Marylebone Road tussen Baker Street en Allsop Place. Dit deel had in 1863 twee bescheiden toegangsgebouwen. Van de oorspronkelijke stations van de MR zijn de Circle- en Hammersmith & City Line perrons de best bewaarde uit 1863. Plaquettes van het wapen van de Metropolitan Railway langs het perron, oude bouwtekeningen en foto's laten zien het station in ruim honderdvijftig jaar opmerkelijk weinig is veranderd. Door restauratiewerkzaamheden in de jaren tachtig van twintigste eeuw werd het geheel in oude luister hersteld. Het gewelf is boven de perrons voorzien van lichtgaten die aanvankelijk dienden om de stoom van de locomotieven naar buiten te laten ontsnappen. De verlichting werd in 1863 verzorgd door gaslampen aan het plafond, deze armaturen zijn nagebootst en voorzien van elektrische lampen.

### Bouwdeel 2
Het tweede bouwdeel zijn de perrons van de Metropolitan & St. John's Wood Railway uit 1868 die haaks op de oorspronkelijke metrolijn liggen. Dit deel, dat Baker Street East wordt genoemd, ligt in de openlucht in de driehoek Marylebone Road, Baker Street en Allsop Place. De indeling met twee doorgaande sporen en twee kopsporen zijn het gevolg van een verbouwing in 1920 om het stijgende aantal reizigers uit Metroland te kunnen verwerken. De binnenste sporen, 2 & 3, zijn met een verbindingsboog verbonden met de oorspronkelijke metrolijn en worden gebruikt door de diensten tussen Aldgate in het oosten en Amersham, Chesham en Uxbridge in het westen. De kopsporen worden gebruikt voor de diensten tussen Baker Street en Watford. Doordat Swiss Cottage en St. John's Wood aan de Bakerloo Line in 1939 de voormalige drie stations tussen Finchley Road en Baker Street aan de Metropolitan Line vervingen duurt de rit tussen Finchley Road en Baker Street over de Metropolitan Line gemiddeld vijf en een halve minuut.

### Bouwdeel 3
Het derde bouwdeel zijn de diepgelegen tunnels van de Bakerloo en Jubilee Line. Deze perrontunnels liggen onder Baker Street East min of meer parallel aan Marylebone Road. De sporen 8 en 9 liggen boven elkaar op 22,5 m respectievelijk 19,2 m diepte. De perrons liggen aan de noordkant van de sporen en werden op 10 maart 1906 in gebruik genomen als noordelijk eindpunt van de Baker Street & Waterloo Railway. De samentrekking Bakerloo die door de pers gebruikt werd in de berichtgeving werd in juli 1906 de officiële naam van de lijn. Sinds 1914 zijn deze perrons via een roltrapgroep bereikbaar uit de verdeelhal onder de perrons van de Metropolitan Line. De gangen vanaf de onderkant van de roltrappen liggen op hetzelfde niveau als het bovenste perron, het onderste perrons is bereikbaar via een vaste trap. In 1939 is aan de noordkant een extra perrontunnel gebouwd op 22,5 meter diepte met een perron langs de zuidkant van het spoor. De perrons op het laagste niveau zijn onderling verbonden met een dwarsgang die tevens met een roltrapgroep met de verdeelhal is verbonden. De extra perrontunnel, spoor 7, handelt de metro's van Stanmore-tak naar het zuiden af, tussen 1939 en 1979 de Bakerloo Line, daarna de Jubilee Line. In 1939 werden de metro's richting Stanmore op spoor 9 afgehandeld om na vertrek af te slaan naar het noorden. Voor de Jubilee Line werd boven spoor 7 een eigen perrontunnel, spoor 10, gebouwd voor de metro's richting Stanmore. Door deze constructie kunnen reizigers indezelfde richting tussen de Jubilee- en Bakerloo Line overstappen op hetzelfde niveau. De verbindingstunnels van de Bakerloo Line worden niet meer gebruikt voor de reizigersdienst maar nog wel voor de uitwisseling van materieel met name richting de werkplaats bij Acton. In aansluiting op de opening van de Jubilee Line werden de perrontunnels van voor 1979 opgeknapt, hierbij werd onder andere het tegelwerk vervangen door tegels met het silhouet van Sherlock Holmes die op Baker Street 221B woonde.

### Aanpassingen

#### Rolstoeltoegankelijkheid
In 2008 presenteerde Transport for London (TfL) een plan om de ondergrondse perrons toegankelijk te maken voor rolstoelgebruikers. Het plan was onderdeel van het Games-enabled project dat bekostigd werd door TfL en niet door de organisatie van de Olympische Spelen. Het was wel onderdeel van de strategie van de organisatoren van de Olympische Spelen en de Paralympische Spelen. De sporen van Baker Street East zouden met liften tussen de perrons en een loopbrug uit de westelijke stationshal toegankelijk worden gemaakt. Op deze manier zou ook spoor 5 toegankelijk worden voor rolstoelgebruikers omdat dat perron aansluit op de perrons van Baker Street East. Voor spoor 6 zou de voetgangerstunnel onder Marylebone Street worden geïntegreerd in het station en aan beide kanten worden voorzien van een lift. Op 1 oktober 2008 vroeg TfL daartoe een monumentenvergunning aan maar trok deze later weer in en op 31 maart 2009 werd de hele ombouw opgeschort in verband met ontbrekende bekostiging.

#### Perronverlenging
In augustus 2010 nam de Metropolitan Line S8 metrostellen in gebruik. Omdat deze metrostellen 5 meter langer zijn dan eerdere series werden de perrons van Baker Street East verlengd, de monumentale perrons van de oorspronkelijke metrolijn werden niet verlengd. De diensten op de Circle Line en Hammersmith & City Line gebruiken daar selectieve deurbediening zodat alleen de deuren langs het perron geopend kunnen worden.

## Reizigersdiensten

### Bakerloo Line
In beide richtingen rijden in normale dienst 20 treinen per uur per richting. In zuidelijke richting rijden alle metrodiensten naar Elephant & Castle. In noordelijke richting keren de metrodiensten op verschillende afstanden van het centrum:
- 6 keer per uur naar Harrow & Wealdstone via Queen's Park & Stonebridge Park.
- 3 keer per uur naar Stonebridge Park via Queen's Park.
- 11 keer per uur naar Queen's Park

Doordeweeks rijdt een spitsdienst met een of twee extra ritten Queen's Park-Elephant & Castle per uur, terwijl de zondagsdienst juist twee ritten minder per uur tussen Queen's Park-Elephant & Castle omvat.

### Jubilee Line
In zuidelijke richting rijden de metro's doorgaans tot Stratford of North Greenwich, hoewel het mogelijk is om ook in Green Park , Waterloo , London Bridge , Canary Wharf en West Ham te keren. In noordelijke richting rijden de metro's doorgaans tot Stanmore, Wembley Park of Willesden Green, hoewel het mogelijk is om ook bij Finchley Road, West Hampstead of Neasden te keren.
In de normale dienst buiten de spits rijdt de Jubilee Line:
- 20 keer per uur in zuidelijke richting naar Stratford
- 6 keer per uur in zuidelijke richting naar North Greenwich
- 16 keer per uur in noordelijke richting naar Stanmore
- 5 keer per uur in noordelijke richting naar Wembley Park
- 5 keer per uur in noordelijke richting naar Willesden Green

De Night tube van vrijdagavond tot en met zaterdag 's morgens en zaterdagavond tot zondagochtend rijdt:
6 keer per uur in zuidelijke richting naar Stratford.
6 keer per uur in noordelijke richting naar Stanmore.

### Circle Line
De Circle Line gebruikt ter hoogte van Baker Street de sporen van de Hammersmith & City Line.
In de normale dienst buiten de spits rijdt de Circle Line:
- 6 keer per uur met de klok mee naar Edgware Road via King's Cross St Pancras, Liverpool Street, Tower Hill en Victoria.
- 6 keer per uur tegen de klok in naar Hammersmith via Paddington.

### Hammersmith & City Line
Tussen 1 oktober 1877 en 31 december 1906 reden sommige diensten op de H & CR door tot Richmond via het station in Hammersmith (Grove Road) van de London and South Western Railway (L & SWR).
In de normale dienst buiten de spits rijdt de Hammersmith & City Line:
- 6 keer per uur in oostelijke richting naar Barking of Plaistow
- 6 keer per uur in westelijke richting naar Hammersmith

### Metropolitan Line
De Metropolitan Line is de enige lijn die een sneldienst kent, hoewel deze voornamelijk naar het zuiden gaat in de ochtendspits en naar het noorden in de avondspits. De sneldienst in zuidelijke richting rijdt zonder stoppen tussen Moor Park, Harrow-on-the-Hill en Finchley Road, terwijl de semi-sneldienst niet stopt tussen Harrow-on-the-Hill en Finchley Road. De sneldienst en de semi-sneldienst stoppen in noordelijke richting ook in Wembley Park waar reizigers de Jubilee Line naar Stanmore kunnen nemen.
Een aantal metro's uit Uxbridge, Amersham, Chesham of Watford keren in Baker Street op de sporen 1 en 4 en rijden niet door naar het centrum.
In normale dienst buiten de spits rijdt de Metropolitan Line:
- 12 keer per uur in zuidelijke richting naar Aldgate.
- 4 keer per uur keert een metro om naar het noorden.
- 2 keer per uur in noordelijke richting naar Amersham (alle stations)
- 2 keer per uur in noordelijke richting naar Chesham (alle stations)
- 4 keer per uur in noordelijke richting naar Watford (alle stations)
- 8 keer per uur in noordelijke richting naar Uxbridge (alle stations)

## Bezienswaardigheden
- Koninklijke Muziekacademie
- Madame Tussauds
- Sherlock Holmes-museum
- Regent's Park
- Lord's Cricket Ground

## Cultuur
- De Metropolitan Bar boven station Baker Street is te zien in Metro-Land , een documentaire uit 1973 van John Betjeman waarin hij herinneringen ophaalt aan de deftige oorsprong van de Bar als het Chiltern Court Restaurant.
- De bouwput voor de Underground bij Baker Street is te zien in een scène uit de film Sherlock Holmes: A Game of Shadows uit 2011 die zich afspeelt in 1891.
- Het lied Baker Street van Gerry Rafferty

Harrow & Wealdstone ·
Kenton ·
South Kenton ·
North Wembley ·
Wembley Central ·
Stonebridge park ·
Harlesden ·
Willesden Junction ·
Kensal Green ·
Queen's Park ·
Kilburn Park ·
Maida Vale ·
Warwick Avenue ·
Paddington ·
Edgware Road ·
Marylebone ·
Baker Street ·
Regent's Park ·
Oxford Circus ·
Piccadilly Circus ·
Charing Cross ·
Embankment ·
Waterloo ·
Lambeth North ·
Elephant & Castle
Hammersmith · 
Goldhawk Road · 
Shepherd's Bush Market · 
Wood Lane · 
Latimer Road · 
Ladbroke Grove · 
Westbourne Park · 
Royal Oak · 
Paddington · 
Edgware Road · 
Baker Street · 
Great Portland Street · 
Euston Square · 
King's Cross St. Pancras · 
Farringdon · 
Barbican · 
Moorgate · 
Liverpool Street · 
Aldgate · 
Tower Hill · 
Monument · 
Cannon Street · 
Mansion House · 
Blackfriars · 
Temple · 
Embankment · 
Westminster · 
St. James's Park · 
Victoria · 
Sloane Square · 
South Kensington · 
Gloucester Road · 
High Street Kensington · 
Notting Hill Gate · 
Bayswater · 
Paddington · 
Edgware Road
Hammersmith · 
Goldhawk Road · 
Shepherd's Bush Market ·
Wood Lane · 
Latimer Road · 
Ladbroke Grove · 
Westbourne Park · 
Royal Oak · 
Paddington · 
Edgware Road · 
Baker Street · 
Great Portland Street · 
Euston Square · 
King's Cross St. Pancras · 
Farringdon · 
Barbican · 
Moorgate · 
Liverpool Street · 
Aldgate East · 
Whitechapel · 
Stepney Green · 
Mile End · 
Bow Road · 
Bromley-by-Bow · 
West Ham · 
Plaistow · 
Upton Park · 
East Ham · 
Barking
Stanmore ·
Canons Park ·
Queensbury ·
Kingsbury ·
Wembley Park ·
Neasden ·
Dollis Hill ·
Willesden Green ·
Kilburn ·
West Hampstead ·
Finchley Road ·
Swiss Cottage ·
St. John's Wood ·
Baker Street ·
Bond Street ·
Green Park ·
Westminster ·
Waterloo ·
Southwark ·
London Bridge ·
Bermondsey ·
Canada Water ·
Canary Wharf ·
North Greenwich ·
Canning Town ·
West Ham ·
Stratford